# Oklopni vlak
Oklopni vlak je željeznički vlak čiji su vagoni i lokomotiva zaštićeni oklopom, te koji je u pravilu naoružan, odnosno opremljen artiljerijskim oružjem ili strojnicama. Uglavnom su se koristili u drugoj polovici 19. i u prvoj polovici 20. stoljeća, kada su pružali mogućnost da se  vatrena moć projicira brzo i na velike udaljenosti. Njihovu upotrebu su postupno počele istiskivati mnogo fleksibilnije motorizirane postrojbe opremljene motornim oklopnim vozilima, osim što su oklopni vlakovi bili ranjivi na sabotaže željezničkih pruga i zračne napade. Posljednji put korišteni su u Domovinskom ratu u Hrvatskoj, pri čemu je najpoznatiji Krajina Express, koga je od 1991. do 1995. koristila Vojska Republike Srpske Krajine.

## Vanjske poveznice
- Finnish armoured trains  Arhivirana inačica izvorne stranice od 1. listopada 2018. (Wayback Machine)
- Soviet armoured trains
- Russian armoured trains
- Website on the Polish armoured trains
- The armored trains that turned the Civil War